# Veljunski Ponorac
Veljunski Ponorac – wieś w Chorwacji, w żupanii karlowackiej, w mieście Slunj. W 2011 roku liczyła 12 mieszkańców.